# Антониадис, Антонис
Антонис Антониадис (родился 25 мая 1946 года) — греческий футболист, выступавший на позиции нападающего.

## Карьера
Он начал свою карьеру в «Ксанти», прежде чем перейти в «Панатинаикос». Антониадис забил свой первый гол в официальных матчах за «Панатинаикос» 27 октября 1968 года, принеся победу с минимальным счётом над «Аполлон Смирнис». В «Ксанти» по причине высокого роста он играл на позиции вратаря, у него даже было прозвище «высокий».
Антониадис забил 187 голов в 242 матчах в чемпионате Греции, и пять раз становился лучшим бомбардиром: в 1970 (25 голов), 1972 (39 — второй в Европе), 1973 (22), 1974 (26) и 1975 году (20). В 1971 году, когда «Панатинаикос» дошёл до финала Кубка европейских чемпионов на «Уэмбли», Антониадис стал лучшим бомбардиром турнира с 10 голами.
Летом 1978 года он был продан в «Олимпиакос», где играл в течение одного сезона, провёл 13 матчей и забил 7 голов. Позднее он продолжил карьеру в «Атромитос Афины». В 1981 году он вернулся на один сезон в «Панатинаикос», затем вышел в отставку и стал президентом «ПСАП Силги». Антониадис хорошо играл головой и обладал сильным ударом. Он сыграл 21 матч и забил 6 голов за сборную Греции в период между 1970 и 1977 годами. Он является вице-президентом футбольной команды «Панатинаикос» с лета 2008 года.

## Достижения
- Рекордсмен чемпионата Греции по количеству голов в одном сезоне: 39 голов